# Nils Kjellman
Nils Gustav Reinhold Kjellman, född 8 februari 1911 i Uppsala, död 18 januari 2014 i Lund, var en svensk skolman och språkforskare.
Nils Kjellman var son till Hilding Kjellman. Han blev filosofie doktor i Uppsala 1945 med avhandlingen Die Verbalzusammensetzungen mit "durch" och blev docent i tyska språket vid Lunds universitet samma år. Kjellman, som även verkade som lektor i svenska vid universiteten i Jena och Leipzig 1931–1937, blev 1941 lärare vid Lunds privata elementarskola och 1944 rektor där. Han är gravsatt på Norra kyrkogården i Lund.